# Filipinas en los Juegos Olímpicos de París 1924
Filipinas estuvo representada en los Juegos Olímpicos de París 1924 por tres deportistas masculinos, todos inscritos en atletismo, aunque al final sólo uno compitió.
Esta fue la primera aparición de Filipinas en unos Juegos Olímpicos.
El equipo olímpico filipino no obtuvo ninguna medalla en estos Juegos.

## Atletismo
Los registros oficiales de París 1924 señalan que Filipinas tenía tres atletas registrados. Nepomuceno y Cantalón en los 100 y 200 metros planos, y un tercer deportista cuyo nombre no quedó registrado en el decatlón.
De acuerdo al reporte oficial, Cantalón se retiró de sus competencias, lo mismo que el decatleta, por lo que solo Nepomuceno participó, razón por la cual varias fuentes señalan que sólo existió un atleta registrado.
| Atleta             | Evento | Heats       | Heats     | Cuartos de final | Cuartos de final | Semifinales | Semifinales | Final     | Final     |
| Atleta             | Evento | Resultado   | Posición  | Resultado        | Posición         | Resultado   | Posición    | Resultado | Posición  |
| ------------------ | ------ | ----------- | --------- | ---------------- | ---------------- | ----------- | ----------- | --------- | --------- |
| David Nepomuceno   | 100 m  | Desconocido | 6         | No avanzó        | No avanzó        | No avanzó   | No avanzó   | No avanzó | No avanzó |
| David Nepomuceno   | 200 m  | Desconocido | 3         | No avanzó        | No avanzó        | No avanzó   | No avanzó   | No avanzó | No avanzó |
| Fortunato Cantalón | 100 m  | Se retiró   | Se retiró | No avanzó        | No avanzó        | No avanzó   | No avanzó   | No avanzó | No avanzó |
| Fortunato Cantalón | 200 m  | Se retiró   | Se retiró | No avanzó        | No avanzó        | No avanzó   | No avanzó   | No avanzó | No avanzó |